# 塔比奥纳 (犹他州)
塔比奥纳（英文：Tabiona），是美国犹他州杜申县下属的一座城市。建市于 1860年，面积大约为0.13平方英里（0.34平方公里），海拔约为6,516英尺（1,986米）。根据2010年美国人口普查，该市有人口171人。